# Naheed Nenshi

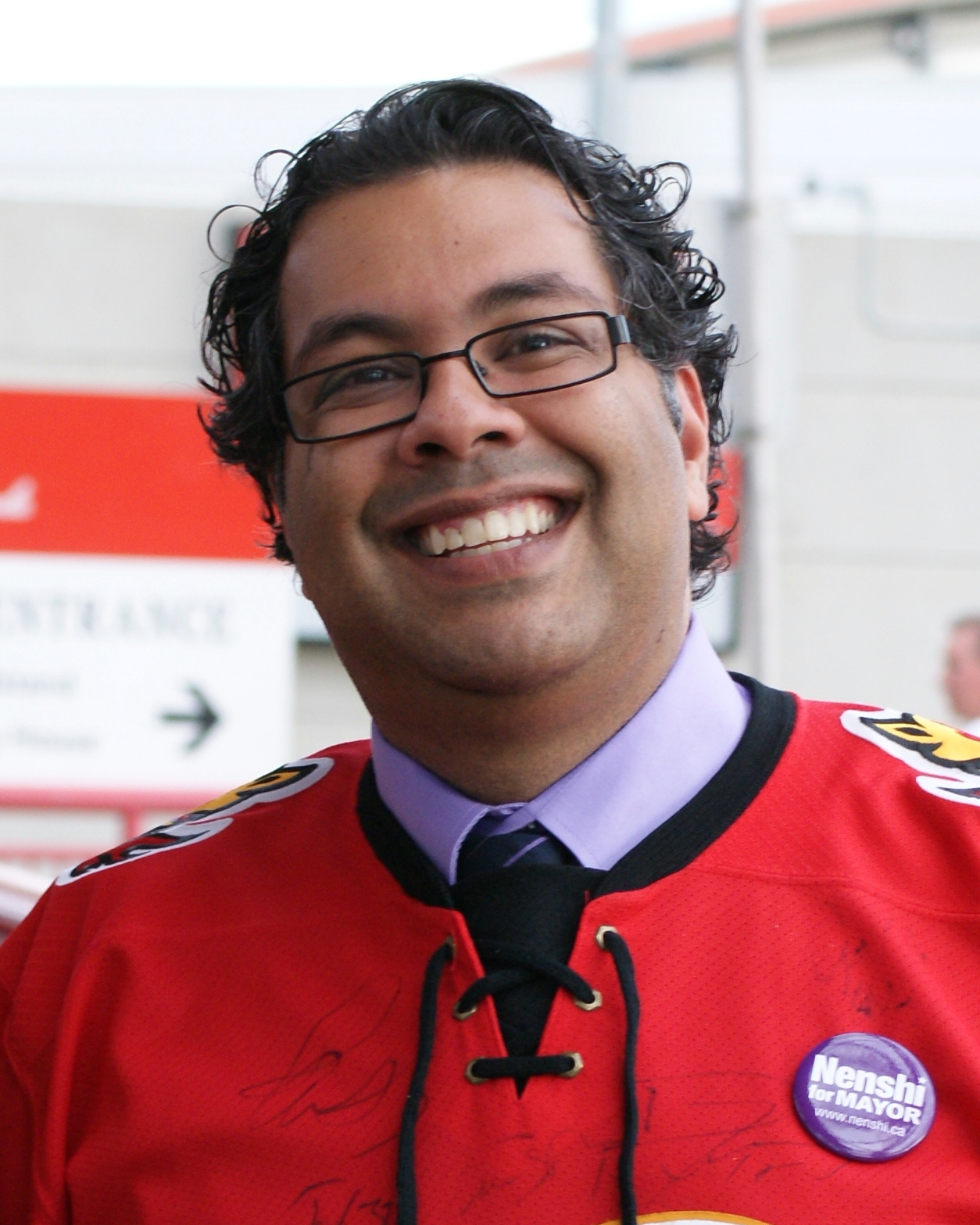
Naheed Nenshi, 2010

Naheed Kurban Nenshi (* 2. Februar 1972 in Toronto) ist ein kanadischer Politiker. Seit dem 24. Juni 2024 ist er Parteivorsitzender der Alberta New Democratic Party. Von 2010 bis 2021 war er Bürgermeister von Calgary, Alberta. Er war der erste Muslim, der zum Bürgermeister einer großen nordamerikanischen Stadt gewählt wurde.

## Frühes Leben und Karriere
Nenshi wurde am 2. Februar 1972 in Toronto, Ontario, geboren und wuchs in Calgary auf. Seine Eltern sind Gujarati Ismailitische-Muslime, die aus Tansania nach Kanada eingewandert sind.
1993 schloss er sein Studium an der University of Calgary mit einem Bachelor-Abschluss in Handelsbetriebslehre ab. 1998 schloss er sein Studium der Staatswissenschaften an der Harvard Kennedy School der Harvard University mit einem Master ab.
Nach seinem Abschluss arbeitete Nenshi mehrere Jahre als Berater für Unternehmen und Regierungen.
Er lehrte Management von Non-Profit-Organisationen an der Mount Royal University. Außerdem schrieb er regelmäßig über kommunale Themen für die Zeitung die Calgary Herald. Seine Zeitungsartikel machten ihn zu einem Rivalen des rechtsextremen Journalisten Ezra Levant.

## Bürgermeister von Calgary

### 2010 Stadtwahl und erste Amtszeit
Im Jahr 2004 trat Nenshi erstmals in die Politik ein. Er kandidierte erfolglos für den Stadtrat von Calgary.
Seine Kampagne für das Bürgermeisteramt 2010 wurde als „Lila Revolution“ bezeichnet und stützte sich stark auf soziale Medien und Guerilla-Marketing.
Eine frühe Meinungsumfrage im September 2010 ergab, dass Nenshi den dritten Platz belegte. Im selben Monat hatte er einen öffentlichen Streit mit dem Polizeichef von Calgary, Rick Hanson, über die Kosten der Polizeiarbeit in der Stadt. Am 11. September 2010, dem neunten Jahrestag des 11. Septembers, wurde ein Ziegelstein durch das Fenster seines Büros geworfen. Es folgte eine Reihe von E-Mails, die Nenshi wegen seines muslimischen Glaubens ins Visier nahmen.
Nur wenige Tage vor der Stadtwahl zeigte eine Meinungsumfrage des Calgary Herald, dass Nenshi Unterstützung gewonnen hatte, was ihm einen Dreiersieg auf dem ersten Platz einbrachte. Diese Meinungsumfrage ergab, dass er bei jungen Wählern die stärkste Unterstützung hatte. Am 18. Oktober 2010 wurde Nenshi mit 140.263 Stimmen (39,6 %) zum Bürgermeister von Calgary gewählt. Er besiegte den Stadtrat Ric McIver und die Fernsehjournalistin Barb Higgins.
Eine seiner ersten Amtshandlungen als Bürgermeister war die Einleitung einer Korruptionsermittlung gegen den städtischen Energieversorger Enmax.
Im Jahr 2011 war er der erste Bürgermeister von Calgary, der an LGBT-Pride-Aktivitäten teilnahm.
Im Jahr 2012 stellte Calgary die Peace Bridge über den Bow River fertig.
Im Januar 2013 nahm Nenshi am Weltwirtschaftsforum 2013 teil. Im selben Monat gab Nenshi seine Unterstützung für das geplante Keystone-Pipeline bekannt.
Nenshi leitete Calgarys Reaktion auf die Überschwemmungen in Alberta 2013. Nachrichtenmedien berichteten, dass Nenshi 43 Stunden hintereinander wach blieb und die Fluthilfe koordinierte. Die Überschwemmung verursachte in der Stadt Schäden in Höhe von schätzungsweise 250 Millionen Kanadischer-Dollar.
Im Juli 2013 verbot Calgary das Rauchen auf Spielplätzen.

### 2013 Stadtwahl und zweite Amtszeit
Im Oktober 2013 wurde Nenshi mit 73,6 % der Stimmen wieder zum Bürgermeister gewählt und setzte sich damit gegen den ehemaligen Abgeordneten der Legislativversammlung von Alberta, Jon Lord, durch.
Im November 2013 ernannte ihn das MacLean’s Magazin zur zweitwichtigsten Person Kanadas, hinter Premierminister Stephen Harper.
2014 schaffte er die Parkgebühren an Bahnhöfen und Busbahnhöfen ab.
Im Jahr 2015 beschloss Nenshi zu untersuchen, ob Calgary sich für die Olympischen Winterspiele 2026 bewerben sollte. Letztendlich beschloss er, ein Referendum darüber abzuhalten, ob sich die Stadt für die Olympischen Spiele bewerben sollte. Im November 2018 stimmten 56,4 % der Wähler gegen die Ausrichtung der Olympischen Spiele und beendeten damit die Bewerbung.
Im Februar 2017 forderte Nenshi die Bundesregierung auf, eine Schadensminimierung einzuführen, um den zunehmenden Drogenkonsum, insbesondere Fentanyl, in Calgary zu bekämpfen.

### 2017 Stadtwahl und dritte Amtszeit
Im Jahr 2017 wurde Nenshi für eine dritte Amtszeit als Bürgermeister wiedergewählt. Er erhielt 51,4 % und setzte sich damit gegen Anwalt Bill Smith durch.
Im Jahr 2018 schloss die Stadt den Bau einer neuen Zentralbibliothek ab.
Zwischen 2013 und 2020 hat Calgary 30 km Radwege hinzugefügt.
Während Nenshis Amtszeit als Bürgermeister ging die Kriminalität in Calgary zurück und die Kriminalitätsrate der Stadt lag unter dem Landesdurchschnitt.
Während seiner gesamten Zeit als Bürgermeister war Nenshi ein Gegner der Zersiedelung.
Am 6. April 2021 gab Nenshi bekannt, dass er sich nicht für eine vierte Amtszeit als Bürgermeister wieder zur Wahl stellen werde. Stadtrat Jyoti Gondek wurde später in diesem Jahr zum Bürgermeister gewählt.

## Vorsitzender der Alberta New Democratic Party
Am 11. März 2024 kündigte Nenshi an, dass er für das Amt des Vorsitzenden der Alberta New Democratic Party kandidieren werde. Seine Gegner waren die ehemalige Gesundheitsministerin von Alberta, Sarah Hoffman, die ehemalige Generalstaatsanwältin von Alberta, Kathleen Ganley, und die Abgeordnete der Legislativversammlung von Alberta, Jodi Calahoo Stonehouse. Beim Parteitag im Juni 2024 gewann er mit 86 % der Stimmen.